# Prix Jules Thibault
Prix Jules Thibault är ett travlopp för 4-åriga varmblod (hingstar) som körs på Vincennesbanan utanför Paris i Frankrike varje år. Det går av stapeln i slutet av augusti eller början av september. Det är ett Grupp 2-lopp, det vill säga ett lopp av näst högsta internationella klass. Loppet körs över distansen 2700 meter med voltstart. Den samlade prissumman i loppet är 120 000 euro, varav 54 000 euro till vinnaren.
Före 2004 var loppet också öppet för ston. Men efter 2004 har stona ett eget lopp som heter Prix Guy Le Gonidec, som äger rum dagen innan. Tävlingen hedrar minnet av Jules Thibault, en stor uppfödare av travhästar från 1890- och 1900-talet, vid Manoir de la Cour i Larré, i Orne-regionen.

## Vinnare
| År   | Häst               | Efter              | Kusk                     | Tränare                  | Distans | Tid    |
| ---- | ------------------ | ------------------ | ------------------------ | ------------------------ | ------- | ------ |
| 2024 | Krack Time Atout   | Face Time Bourbon  | Paul-Philippe Ploquin    | Sébastien Guarato        | 2 700 m | 1'11"3 |
| 2023 | Jushua Tree        | Bold Eagle         | Jean-Michel Bazire       | Jean-Michel Bazire       | 2 700 m | 1'12"5 |
| 2022 | Izoard Védaquais   | Bird Parker        | Éric Raffin              | Philippe Allaire         | 2 700 m | 1'11"7 |
| 2021 | Hokkaido Jiel      | Brillantissime     | Pierre Yves-Verva        | Jean Luc Dersoir         | 2 700 m | 1'12"4 |
| 2020 | Gu d'Héripré       | Coktail Jet        | Franck Nivard            | Philippe Billard         | 2 700 m | 1'13"3 |
| 2019 | Face Time Bourbon  | Ready Cash         | Björn Goop               | Sébastien Guarato        | 2 700 m | 1'11"2 |
| 2018 | Ènino du Pommereux | Coktail Jet        | Jean-Michel Bazire       | Sylvain Roger            | 2 700 m | 1'12"8 |
| 2017 | Diablo du Noyer    | Jasmin de Flore    | David Thomain            | William Bigeon           | 2 700 m | 1'14"1 |
| 2016 | Charly du Noyer    | Ready Cash         | Yoann Lebourgeois        | Philippe Allaire         | 2 700 m | 1'15"2 |
| 2015 | Bold Eagle         | Ready Cash         | Franck Nivard            | Sébastien Guarato        | 2 700 m | 1'14"  |
| 2014 | Athos des Elfes    | Ganymède           | Joël Van Eeckhaute       | Joël Van Eeckhaute       | 2 700 m | 1'13"7 |
| 2013 | Village Mystic     | Love You           | Louis Baudron            | Louis Baudron            | 2 700 m | 1'14"5 |
| 2012 | Up and Quick       | Buvetier d'Aunou   | Éric Raffin              | Franck Leblanc           | 2 700 m | 1'14"1 |
| 2011 | The Best Madrik    | Coktail Jet        | Jean-Étienne Dubois      | Jean-Étienne Dubois      | 2 700 m | 1'13"8 |
| 2010 | Sam Bourbon        | Goetmals Wood      | Jean-Pierre Dubois       | Jean Baudron             | 2 700 m | 1'14"5 |
| 2009 | Repeat Love        | Coktail Jet        | Jean-Pierre Dubois       | Jean Baudron             | 2 700 m | 1'14"  |
| 2008 | Quel Amour Dudel   | Joker de Rozoy     | Tony Le Beller           | Tony Le Beller           | 2 700 m | 1'13"4 |
| 2007 | Perlando           | Giant Cat          | Joseph Verbeeck          | Alphonse Vanberghen      | 2 700 m | 1'14"4 |
| 2006 | Orlando Vici       | Quadrophenio       | Jean-Michel Bazire       | Fabrice Souloy           | 2 700 m | 1'14"3 |
| 2005 | Nuage Noir         | Cyrus Buissonnay   | Thierry Duvaldestin      | Thierry Duvaldestin      | 2 700 m | 1'15"3 |
| 2004 | Mage de la Mérité  | Echo               | Joseph Verbeeck          | Yannick-Alain Briand     | 2 700 m | 1'15"7 |
| 2003 | Lazio du Bourg     | Tadzio de la Motte | Joël Van Eeckhaute       | Joël Van Eeckhaute       | 2 700 m | 1'15"7 |
| 2002 | Kiss Melody        | Extreme Dream      | Dominik Locqueneux       | Pierre-Désiré Allaire    | 2 700 m | 1'15"2 |
| 2001 | Jordan du Bézirais | Volcan             | Jean-Michel Bazire       | Loic-Marie Dalifard      | 2 700 m | 1'14"7 |
| 2000 | Ivory Pearl        | Coktail Jet        | Bertrand Lefèvre         | Bertrand Lefèvre         | 2 175 m | 1'14"8 |
| 1999 | Hulk des Champs    | Blue Dream         | Philippe Allaire         | Philippe Allaire         | 2 100 m | 1'14"1 |
| 1998 | Gavroche Perrine   | Ténor de Baune     | Jean-Baptiste Bossuet    | Jean-Baptiste Bossuet    | 2 700 m | 1'13"3 |
| 1997 | Full Account       | Passionnant        | Jean-Étienne Dubois      | Jean-Étienne Dubois      | 2 700 m | 1'15"6 |
| 1996 | Envieuse           | Sancho Pança       | Jean-Étienne Dubois      | Jean-Étienne Dubois      | 2 700 m | 1'15"2 |
| 1995 | Dahir de Prélong   | Fakir du Vivier    | Bertrand Lefèvre         | Bertrand Lefèvre         | 2 700 m | 1'16"7 |
| 1994 | Cygnus d'Odyssée   | Workaholic         | Jean-Philippe Dubois     | Jean-Philippe Dubois     | 2 700 m | 1'15"2 |
| 1993 | Buvetier d'Aunou   | Royal Prestige     | Jean-Pierre Dubois       | Jean-Pierre Dubois       | 2 100 m | 1'15"2 |
| 1992 | Autour d'Aunou     | Speedy Somolli     | Jean-Étienne Dubois      | Jean-Étienne Dubois      | 2 100 m | 1'16"1 |
| 1991 | Vasquez            | Muscle             | Jean-Pierre Dubois       | Jean-Pierre Dubois       | 2 100 m | 1'16"3 |
| 1990 | Ultra Ducal        | Buffet II          | Paul Viel                | Paul Viel                | 2 100 m | 1'15"6 |
| 1989 | Tabac Blond        | Kidy               | Bernard Bedeloup         | Bernard Bedeloup         | 2 100 m | 1'17"0 |
| 1988 | Speaker            | Harmol             | Joël Hallais             | Joël Hallais             | 2 100 m | 1'14"9 |
| 1987 | Renoso             | Buffet II          | Ulf Nordin               | Ulf Nordin               | 2 100 m | 1'15"3 |
| 1986 | Quito de Talonay   | Florestan          | Jean-René Gougeon        | Jack de Bellaigue        | 2 100 m | 1'16"9 |
| 1985 | Perrin Dandin      | Grape Fruit        | Bernard Oger             | Léopold Verroken         | 2 300 m | 1'17"6 |
| 1984 | Ourasi             | Greyhound          | Jean-René Gougeon        | Raoul Ostheimer          | 2 275 m | 1'17"0 |
| 1983 | Nodesso            | Quioco             | Bernard Bedeloup         | Bernard Bedeloup         | 2 250 m | 1'18"6 |
| 1982 | Moscantido         | Toscan             | Gérard Mottier           | Gérard Mottier           | 2 250 m | 1'18"8 |
| 1981 | Lutin d'Isigny     | Firstly            | Jean-Paul André          | Jean-Paul André          | 2 250 m | 1'17"7 |
| 1980 | Katinka            | Kerjacques         | Jean-René Gougeon        | Jean-René Gougeon        | 2 250 m | 1'18"8 |
| 1979 | Jean               | Vimont             | François-Georges Louiche | François-Georges Louiche | 2 250 m | 1'19"6 |
| 1978 | Ianthin            | Vésuve T           | Paul Delanoë             | Paul Delanoë             | 2 250 m | 1'20"4 |
| 1977 | Hadol du Vivier    | Mitsouko           | Jean-René Gougeon        | Henri Levesque           | 2 350 m | 1'17"6 |
| 1976 | Gamélia            | Kerjacques         | Pierre-Louis Marie       | Dominique de Bellaigue   | 2 350 m | 1'19"9 |
| 1975 | Fakir du Vivier    | Sabi Pas           | Michel-Marcel Gougeon    | Pierre-Désiré Allaire    | 2 350 m | 1'19"5 |
| 1974 | Éléazar            | Kerjacques         | Léopold Verroken         | Léopold Verroken         | 2 350 m | 1'22"  |